# Hovorî, Velîka Bahacika
Hovorî (în ucraineană Говори) este un sat în comuna Rokîta din raionul Velîka Bahacika, regiunea Poltava, Ucraina.

## Demografie
Componența lingvistică a localității Hovorî
     Ucraineană (97,86%)
     Rusă (2,14%)
Conform recensământului din 2001, majoritatea populației localității Hovorî era vorbitoare de ucraineană (97,86%), existând în minoritate și vorbitori de rusă (2,14%).